# Sjostedtiella vitripennis
Sjostedtiella vitripennis är en stekelart som beskrevs av André Seyrig 1934. Sjostedtiella vitripennis ingår i släktet Sjostedtiella och familjen brokparasitsteklar. Inga underarter finns listade i Catalogue of Life.